# Kuntner
Kuntner  je priimek več znanih Slovencev in tujcev:
- Angela Fujs (r. Kuntner) (1937–2018), pesnica in pisateljica kratke proze
- Boris Kuntner, pesnik (filozof)
- Jernej Kuntner (*1970), gledališki in televizijski igralec, komik
- Matjaž Kuntner (*1971), biolog, aranholog, direktor NIB, univ. prof.
- Rok Kuntner, klasični filolog
- Sonja Kuntner (*1944), prevajalka
- Tone Kuntner (*1943), pesnik in gledališki igralec
- Vera (Drechler-) Kuntner (1924–2017), hrvaška slikarka